# Hajo Visscher
Hajo Visscher (Meppel, 1961) is een Nederlandse kinderboekenschrijver. Hij groeide op in Drachten en volgde daar de onderwijzersopleiding en heeft gestudeerd in Groningen. Zijn jeugdboeken zijn verschenen bij Uitgeverij Clavis. Hij woont in Arnhem en werkt als beleidsmedewerker bij de gemeente Druten.